# Kolonn (arkitektur)

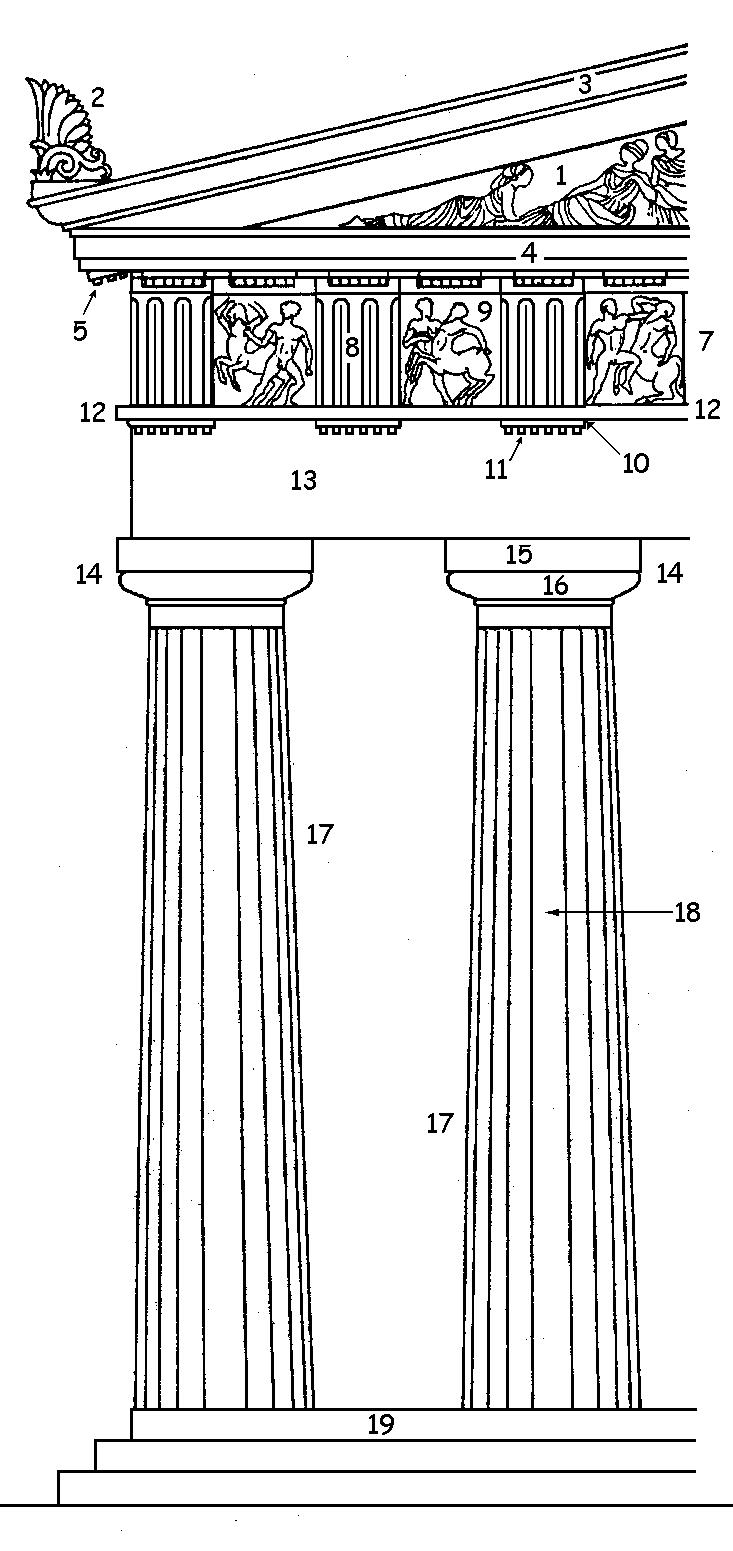
Doriska kolonner.

För andra användningar av begreppet, se även: kolonn.
Kolonn är ett fristående vertikalt stöd, bestående av bas, skaft och krönt av ett kapitäl eller bara av skaft och kapitäl. Skaftet är i regel en parallell eller uppåt avsmalnande byggnadsdel med en längd som nästan alltid är flera gånger större än bredden eller diametern. Skaftet har vanligen en cirkulär form men kan även vara räfflat (kannelerat). Däremot har båda tenderande genomskärning och är av monolitisk karaktär, det vill säga det bör kunna uppfattas som en enhet oavsett om det verkligen är hugget i ett stenblock (monolit) eller sammansatt av flera kolonntrummor, tillskuret i trä eller utfört i något annat material.
Om skaftet är murat av tegelstenar skall det följaktligen vara putsat. Skaftet kröns av det dekorativt utformade kapitälet, på vilket de av kolonnen burna arkitekturleden närmast vilar. Kolonnen förekommer även som självständigt monument och kan också stå i fast förbindelse med en muryta, engagerad kolonn.
Kolonnen intar en särställning bland byggnadskonstens formelement. Den är en i och för sig så avslutad organism, att den kan användas och i stor utsträckning har använts även som en självständig fristående byggnad, såsom monument enbart eller uppbärande statyer, byster och dylikt. I Rom står sålunda ännu Trajanus och Marcus Aurelius kolonner samt en tredje vid kyrkan S:ta Maria Maggiore; även de två kolonnerna på Piazzettan invid Markusplatsen i Venedig är välkända monument av denna typ. Från senare tider finnas flera dylika kolonner i Paris, London, Berlin med flera städer.
En kolonnett är en liten kolonn.
Jämför degagerad kolonn, stång, stolpe, pelare, pilaster, lisen, baluster, halvkolonn och knekt.

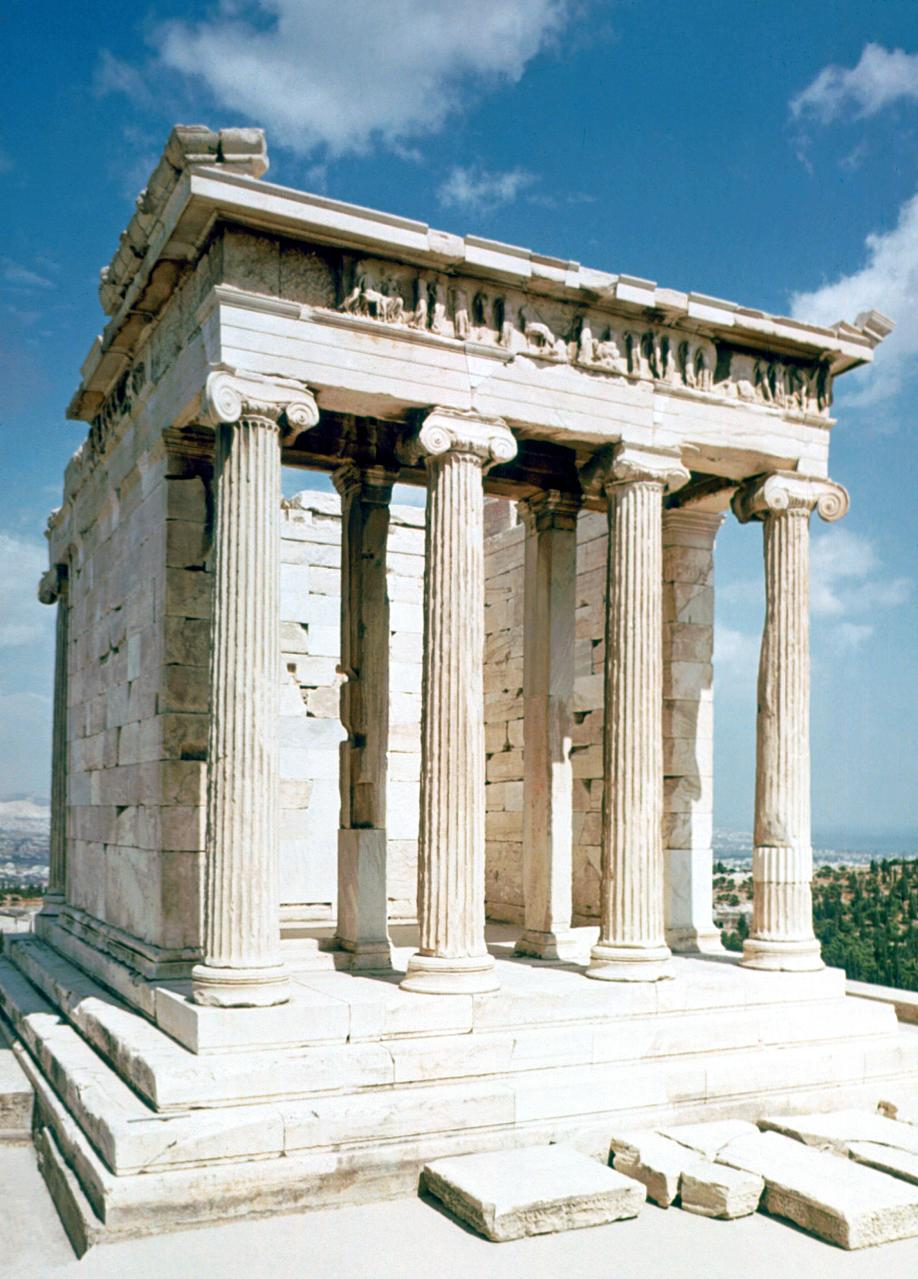
Athena Niketemplet i Aten med joniska kannelerade kolonner.
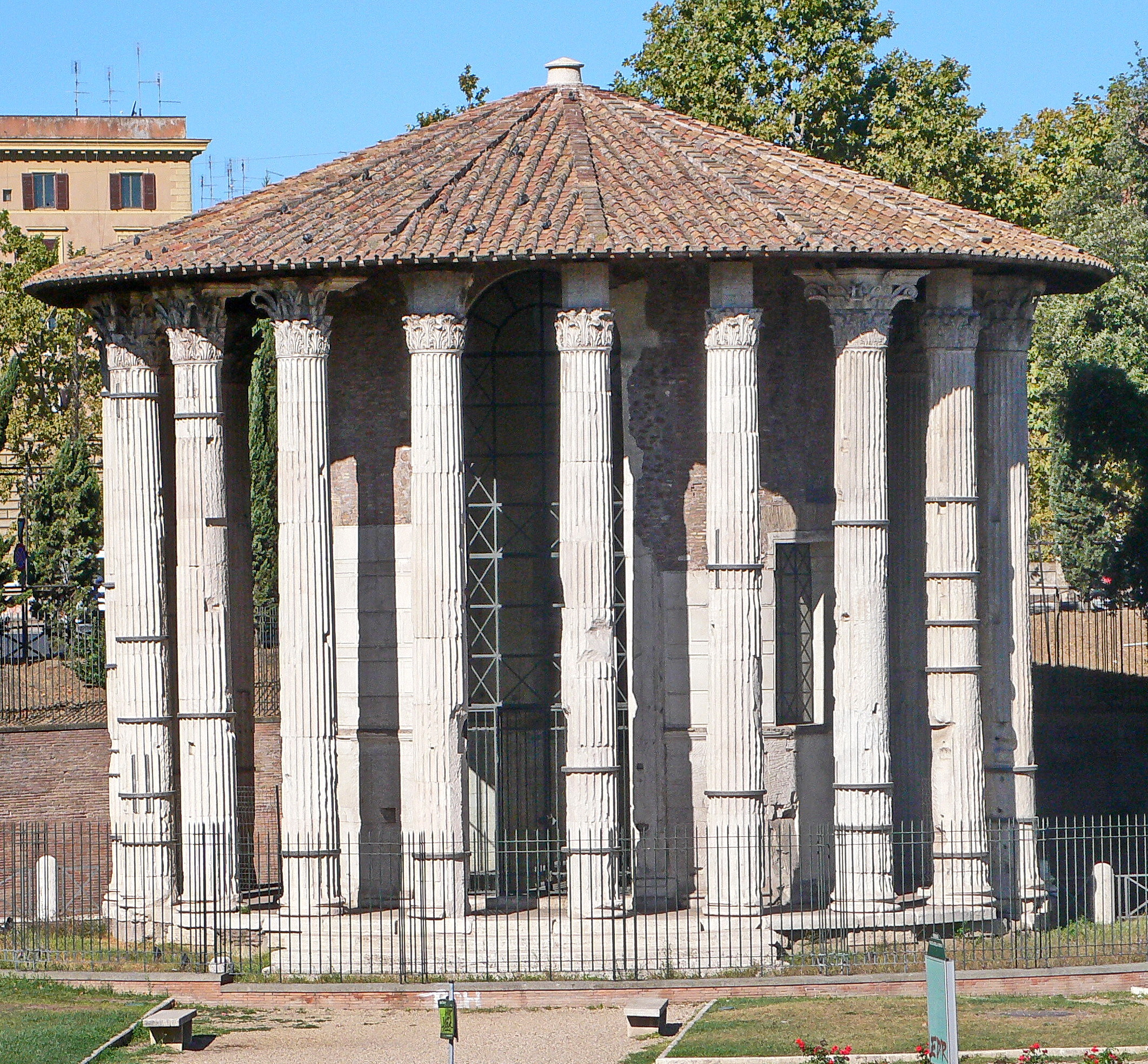
Hercules Victors tempel i Rom med korintiska kannelerade kolonner.